# Maridalsvannet
Le Maridalsvannet est un lac norvégien situé dans la vallée de Maridalen (en) dans la municipalité d'Oslo. Il est le plus grand lac de la ville.